# Vincenzo Bavaro
Vincenzo Bavaro (Sannicandro di Bari, 14 maggio 1894 – Bitritto, 11 gennaio 1974) è stato un politico italiano.

## Biografia
Avvocato e giornalista, fu deputato nel Regno d'Italia dal 1924 al 1929.
Nel secondo dopoguerra, con la Democrazia Cristiana fu membro della Consulta e poi nel 1948 venne eletto nella I Legislatura della Repubblica, rimanendo in carica fino al 1953.
Morì all'età di 79 anni nel gennaio 1974.